# Banque cantonale de Schwytz
La Banque cantonale de Schwytz (SZKB) est une banque cantonale suisse dont le siège social est à Schwytz.